# Hanna Eigel
Hanna Eigel (* 20. Mai 1938 in Wien) ist eine ehemalige österreichische Eiskunstläuferin, die im Einzellauf startete. Sie ist die Europameisterin von 1955 und 1957.

## Karriere
Nach dem Besuch der Untermittelschule wechselte Hanna Eigel auf eine private Handelsschule und besuchte anschließend eine Privatlehranstalt für das Schneidergewerbe.
Das Eiskunstlauf-Training begann sie schon im Alter von sieben Jahren im Winter 1946/47. Sie nahm an verschiedenen Jugend-Konkurrenzen teil und wurde einem ersten Publikum in der Saison 1949/50 als Siegerin des Verbands-Neulingslaufens des österreichischen Eislaufverbandes und 1950/51 als Gewinnerin der Holofsky-Plakette bekannt. Eigel wurde in den folgenden Jahren gemeinsam mit ihren Teamkolleginnen Hanna Walter und Ingrid Wendl vom traditionsreichen Wiener Eislaufverein gefördert. Dieser finanzierte den rivalisierenden Läuferinnen die Trainerstunden, die Eiszeiten und stellte zwei Paar maßgefertigte Schlittschuhe pro Jahr. Eigel verbesserte sich kontinuierlich und gewann in der Saison 1952/53 ein internationales Junioren-Laufen. 1953/54 errang die Wienerin die Silbermedaille bei den österreichischen Meisterschaften und nahm erstmals an den europäischen Titelkämpfen im italienischen Bozen und der Weltmeisterschaft in Oslo teil, wo sie bei den Siegen der Deutschen Meisterin Gundi Busch einen sechsten beziehungsweise siebten Platz belegte.
Der sportliche Durchbruch stellte sich in der Saison 1954/55 ein. Bei der Europameisterschaft 1955 in Budapest errang Eigel bei ihrer zweiten EM-Teilnahme den Titel vor den beiden Britinnen Yvonne Sugden und Erica Batchelor. Bei der Weltmeisterschaft im selben Jahr gewann sie als beste europäische Läuferin hinter den US-Amerikanerinnen Carol Heiss und Tenley Albright die Bronzemedaille. Diese Erfolge wurden Mitte Januar 1956 von den österreichischen Sportjournalisten mit der Ehrung als "Sportlerin des Jahres 1955" (sie gewann mit 326 Punkten klar vor der Zweitplatzierten Rodlerin Karla Kienzl 171) honoriert. In der folgenden Saison nahm sie wegen einer Blinddarmoperation nicht an der EM 1956 teil und beendete die Weltmeisterschaft in Garmisch-Partenkirchen und die Olympischen Winterspiele 1956 im italienischen Cortina d’Ampezzo auf dem fünften Platz. Erst 1957 konnte sie an die vorangegangenen Erfolge wieder anknüpfen. Bei der Europameisterschaft in ihrer Heimatstadt gewann sie zum zweiten Mal den Titel vor ihren Landsfrauen Ingrid Wendl und Hanna Walter. Im selben Jahr erreichte Eigel bei den Weltmeisterschaften im US-amerikanischen Colorado Springs ihre beste Platzierung bei einer WM und gewann Silber hinter der Lokalmatadorin und Olympiasiegerin Carol Heiss.
Nach Beendigung ihrer Amateur-Karriere widmete sich Eigel ab 1958 dem Berufssport und brachte es durch Auftritte in Eisrevuen auf ein Jahreseinkommen von 40.000 bis 50.000 Mark. Sie wurde für die erfolgreiche Wiener Eisrevue verpflichtet, wo sie gemeinsam mit den früheren Europameisterinnen Ingrid Wendl und Eva Pawlik auftrat. Auch war Eigel für das internationale Konkurrenz-Unternehmen Holiday on Ice tätig, gemeinsam mit ihrem Ehemann Hami Brown, einem schottischen Eislauf-Komiker.

## Ergebnisse
| Wettbewerb / Jahr               | 1954 | 1955 | 1956 | 1957 |
| ------------------------------- | ---- | ---- | ---- | ---- |
| Olympische Winterspiele         |      |      | 5.   |      |
| Weltmeisterschaften             | 7.   | 3.   | 5.   | 2.   |
| Europameisterschaften           | 6.   | 1.   |      | 1.   |
| Österreichische Meisterschaften | 2.   | 2.   |      | 1.   |